# Бели зъби
„Бели зъби“ (на английски: White Teeth) е дебютният роман на британската писателка Зейди Смит, публикуван през 2000 година. Разказва за живота на двама завърнали се от фронта приятели – Самад Игбал от Бангладеш и британецът Арчи Джоунс, и техните семейства, живеещи в град Лондон. Историята съчетава патос и хумор, илюстрирайки дилемите на имигрантите и техните деца, при сблъсъка им с ново, различно общество. В контраст с обстановката на британската култура, се изследват разнообразни аспекти на небританските имигрантски култури. Културните стереотипи на средната и работещата класа във Великобритания също биват осмяни в лицето на героите Арчи Джоунс и семейство Чалфън.

## Признание
Книгата е спечилила множество отличия, включително Мемориалната награда за проза на името на Джеймс Тейт Блек за 2000 г., Книжната награда „Уитбред“ за 2000 г. в категория „Дебютен роман“, Наградата на „Гардиън“ за дебютен роман, Наградата за дебютен роман на писател от британската общност, и наградата „Бети Траск“. Списание „Тайм“ включва романа в своята подборка на стоте най-добри англоезични заглавия от 1923 до 2005 г.
През 2002 г. е направена телевизионна адаптация на романа във филм от 4 части.

## На български
Книгата „Бели зъби“ е преведена на български от Невена Дишлиева-Кръстева и публикувана през 2014 година от издателство „Жанет 45“. Това е втората книга на Зейди Смит, която излиза на български след „За красотата“, издадена от издателство „Прозорец“ през 2008 г. По-късно през 2014 г. „Жанет 45“ публикува и хронологически последната излязла книга на Смит, „NW“.